# Xenopus borealis
Xenopus borealis е вид жаба от семейство Безезични жаби (Pipidae). Видът не е застрашен от изчезване.

## Разпространение
Разпространен е в Кения и Танзания.